# Eupithecia roseocinnamomaria
Eupithecia roseocinnamomaria är en fjärilsart som beskrevs av Rothschild 1914. Eupithecia roseocinnamomaria ingår i släktet Eupithecia och familjen mätare. Inga underarter finns listade i Catalogue of Life.